# Polygordius lacteus
Polygordius lacteus är en ringmaskart som beskrevs av Schneider 1868. Polygordius lacteus ingår i släktet Polygordius och familjen Polygordiidae. Arten är reproducerande i Sverige. Inga underarter finns listade i Catalogue of Life.